# Маркетинговый план
Маркетинговый план — одна из важных частей плана компании.  Процесс планирования маркетинга должен осуществляться как часть общего процесса планирования и составления бюджета фирмы.
Маркетинговый план в узком смысле представляет собой комплексный документ, в котором изложены рекламные активности на определенный промежуток времени. Цель маркетингового плана — сбалансировать ценовые изменения, оптимальным образом рассредоточить во времени рекламные усилия, целенаправленно развивать сбытовую активность. Он включает в себя такие процессы, как анализ рыночной ситуации, программы действий, бюджеты, прогнозы продаж, стратегии и прогнозируемые финансовые отчеты. Маркетинговый план также может быть описан как метод, который помогает бизнесу принять решение о наилучшем использовании своих ресурсов для достижения корпоративных целей. Он также может содержать полный анализ сильных и слабых сторон компании, её организации и её продуктов.
Маркетинговый план показывает шаг или действия, которые будут использоваться для достижения целей плана. Например, маркетинговый план может включать в себя стратегию увеличения рыночной доли бизнеса на пятнадцать процентов. Затем в маркетинговом плане будут изложены шаги, которые необходимо выполнить для достижения цели.

## Виды маркетингового планирования
В традиционном планировании планы обычно подразделяются в зависимости от того, на какой период времени они рассчитаны, например:
- долгосрочные планы;
- среднесрочные планы;
- краткосрочные планы.

## Элементы маркетингового плана
В маркетинговый план входит шесть элементов: анализ ситуации, цели, стратегия, тактика, бюджет и контроль.
1. Анализ ситуации. В ходе анализа компания исследует действующие на макроуровне внешние факторы (экономические, политико-юридические, социально-культурные, технологические), а также игроков, или участников ситуации (компанию, конкурентов, дистрибьюторов и поставщиков). Компания производит анализ сильных и слабых сторон, возможностей и угроз. Здесь следует двигаться от внешних факторов к внутренним.
2. Цели. После того, как в ходе анализа ситуации были выявлены наилучшие возможности для компании, эти возможности ранжируются, после чего формулируются цели компании и определяются сроки их достижения. Цели должны устанавливаться с учётом интересов всех участников бизнеса, репутации компании и других существенных факторов.
3. Стратегия. Выбор наилучшего курса для достижения цели — задача стратегии. Стратегию нужно воспринимать, как под цели.
4. Тактика. Стратегию следует развить, представив детали, относящиеся к инструментарию маркетинга и конкретным мероприятиям. Для мероприятий выбираются ответственные и сроки выполнения.
5. Бюджет. Запланированные мероприятия и работы связаны с затратами, которые приплюсовываются к бюджету, необходимому для достижения целей компании.
6. Контроль. Компания должна установить периодичность пересмотра плана и контрольные показатели, позволяющие определить, как продвигается работа по достижению цели. Если показатели отстают от плановых, компания должна пересмотреть цели, стратегию или список мероприятий, чтоб исправить положение.

При подготовке маркетингового плана также следует обратить внимание на жизненный цикл товара или услуги, сегментирование аудитории, позиционирование, дифференцирование, включить SWOT-анализ, разработать для новых товаров и услуг УТП (уникальное торговое предложение), и провести в результате оценку, сосчитав ROI (прибыль на инвестиции).

## Виды стратегий
Выделяют общие стратегии по отношению к конкретным рынкам: 
— расширение существующих рынков; 
— проникновение на новые рынки; 
— поддержание уровня сбыта на существующих рынках; 
— концентрация усилий на меньшем числе рынков; 
— уход с рынка.

## Примеры активностей
- Промоакции для стимулирования розничного спроса;

- Прямая продажа клиентам в выставочных залах;
- Семплинг;

- Мерчендайзинг  и переговоры с розничными торговцами;
- Эффективно выстроенная цепочка поставок партнерам;
- Дизайн упаковки для поощрения покупки;
- Широкая  сеть распространения.[6]

## Цели
Маркетинговые цели обычно согласуются с более широкими целями компании. Например, новая компания, стремящаяся развивать свой бизнес, как правило, имеет маркетинговый план, в котором подчеркивается стратегия увеличения клиентской базы. Особую значимость для компании имеют планы изучения рынка и обновления ассортимента, план рекламной активности и организации взаимоотношений с общественностью (PR), планы стимулирования сбыта, продаж.

## Основные показатели
1. Емкость рынка по ресурсам или по продукции
2. Рыночная доля фирмы
3. Относительная рыночная доля фирмы
4. Средняя рыночная доля
5. Динамика рынка по объемам производства в прогнозе на период маркетинговой активности.[8]

## Преимущества
Маркетинговый план представляет собой уникальную возможность для продуктивной дискуссии между сотрудниками и руководителями организации. Это обеспечивает хорошую коммуникацию внутри компании. Маркетинговый план также позволяет маркетинговой команде изучить свои прошлые решения и понять их результаты, чтобы лучше подготовиться к будущему. Это также позволяет маркетинговой команде наблюдать и изучать конкурентную среду, в которой они работают.